# Serhij Szczerbakow
Serhij Hennadijowycz Szczerbakow, ukr. Сергій Геннадійович Щербаков, ros. Сергей Геннадиевич Щербаков, Siergiej Giennadjewicz Szczerbakow (ur. 15 sierpnia 1971 w Doniecku, Ukraińska SRR) – ukraiński piłkarz, grający na pozycji pomocnika, a wcześniej napastnika, reprezentant Ukrainy. Posiada również obywatelstwo rosyjskie i portugalskie.

## Kariera piłkarska

### Kariera klubowa
Jest wychowankiem Szachtara Donieck, w którym w 1989 rozpoczął karierę piłkarską. W końcu 1992 podpisał 4-letni kontrakt ze Sportingiem CP. 14 grudnia 1993 w wyniku wypadku samochodowego doznał urazu kręgosłupa oraz paraliżu obu nóg. Od 1997 mieszka w Moskwie, gdzie przechodził rehabilitację.

### Kariera reprezentacyjna
27 sierpnia 1991 debiutował w olimpijskiej reprezentacji ZSRR w meczu towarzyskim z Norwegią, wygranym 1:0. Wcześniej bronił barw młodzieżowej reprezentacji ZSRR, w której rozegrał 31 meczów.
29 kwietnia 1992 debiutował w reprezentacji Ukrainy w meczu towarzyskim z Węgrami, przegranym 1:3. Reprezentował również młodzieżową drużynę Rosji.

## Sukcesy i odznaczenia

### Sukcesy klubowe
- brązowy medalista Mistrzostw Ukrainy: 1993, 1994

### Sukcesy reprezentacyjne
- mistrz Europy U-21: 1990
- brązowy medalista Mistrzostw Świata U-20: 1991

### Sukcesy indywidualne
- król strzelców Mistrzostw Świata U-20 (razem z Pedro Pineda): 1991 (4 bramki)
- wybrany do listy 33 najlepszych piłkarzy Ukrainy: 1992.

### Odznaczenia
- tytuł Mistrza Sportu ZSRR: 1990